# Ocho Rios
Ocho Ríos (« Huit Fleuves » en espagnol, aussi connue sous le nom de Ochie) est une petite ville de la côte septentrionale de la Jamaïque, située dans la paroisse de Saint Ann. Cette ville est une destination touristique populaire, bien connue pour les plongées sous-marines et les autres sports aquatiques.
Ocho Ríos est l'une des villes à la plus rapide croissance démographique des Caraïbes, avec une population de près de 10 000 habitants.

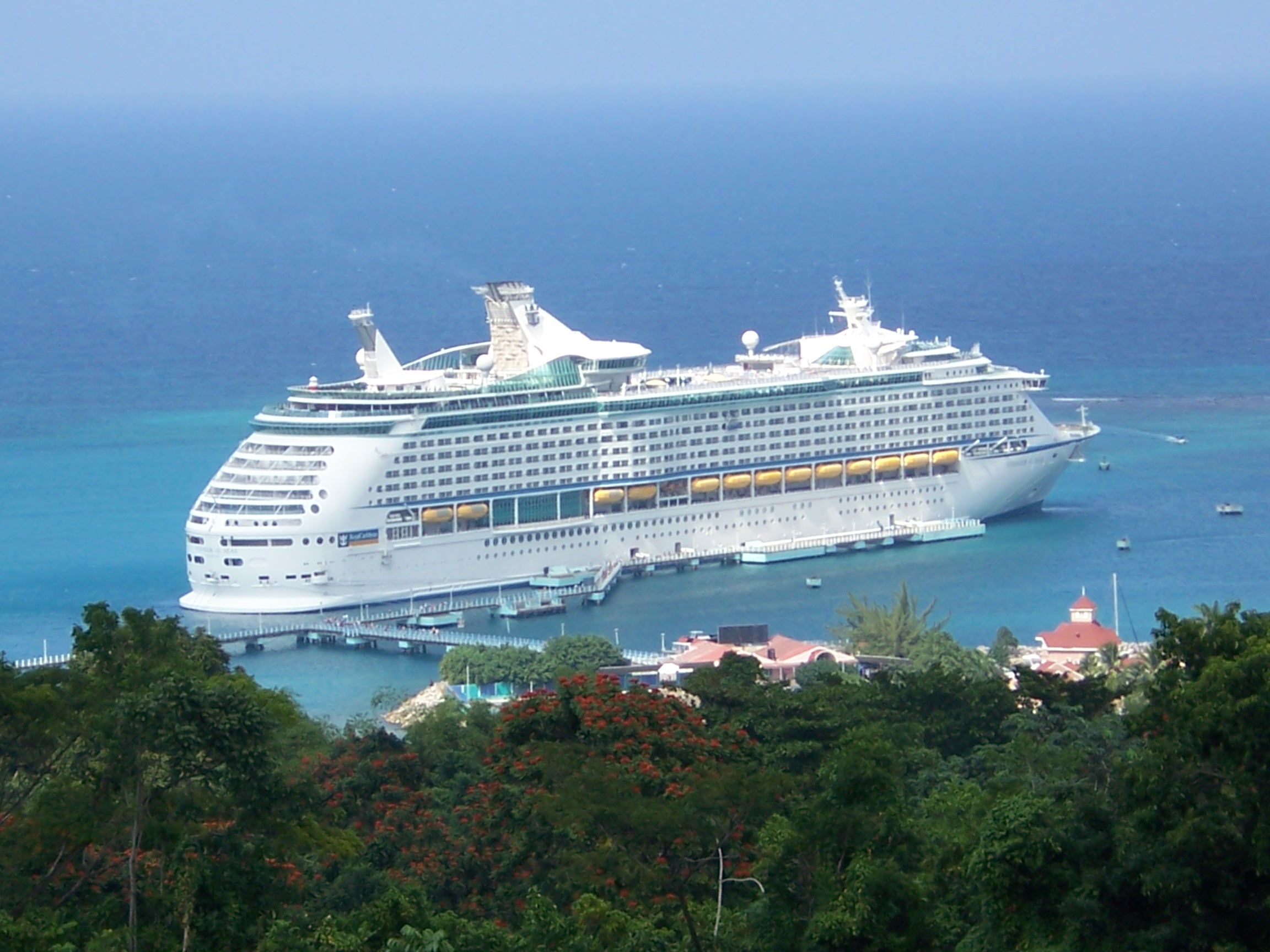
Navire de croisière à Ocho Rios

Ocho Ríos était un village de pêcheurs jusqu'à sa découverte et est devenue une fameuse destination touristique en plus d'être devenue une étape pour les croisières des Caraïbes. Elle est la seconde ville de Jamaïque pour l'industrie touristique.
Ocho Ríos est aussi connue pour les Chutes de la Dunn. Il s'agit d'une attraction populaire visitée par des milliers de personnes chaque année. Ces chutes, nourries par les sources des collines environnantes, tombent de plus de 220 mètres de haut directement dans la mer. Les visiteurs prennent plaisir à monter au sommet de ces chutes tandis que l'eau s'écoule tout autour d'eux.
Un petit aérodrome existe.

## Personnalité liée à la commune
- Fay Allen (1939-2021), policière